# Never Mind the Bollocks, Here's the Sex Pistols
Never Mind the Bollocks, Here's the Sex Pistols — єдиний студійний альбом британського панк-гурту Sex Pistols, представлений 28 жовтня 1977 року на лейблі Virgin Records. Диск очолив британський чарт, проте в американському чарті Billboard 200 досяг лише 106 місця. Із часом популярність цієї платівки тільки росла, тому диск отримав спочатку золотий статус, а пізніше платиновий як у США, так і у Великій Британії.
У 2003 році альбом зайняв 41 місце у Списку 500 найкращих альбомів усіх часів за версією журналу Rolling Stone.

## Про альбом
У початкову версію видання «Never Mind the Bollocks» входило 11 пісень. Компанія Virgin зробила матриці 11-пісенної версії альбому і на початку жовтня 1977 року випустила 1 000 екземплярів, частину яких було поширено безкоштовно. Невдовзі Sex Pistols вирішили додати в свій альбом ще одну пісню «Submission». Випередивши Virgin Records, у середині жовтня імпортом із Франції поступив 12-пісенний варіант платівки, випущений на лейблі Barclay Records.

## Список композицій

### 11-пісенна версія
| Список треків | Список треків         | Список треків |
| #             | Назва                 | Тривалість    |
| ------------- | --------------------- | ------------- |
| 1.            | «Holidays in the Sun» | 3:22          |
| 2.            | «Liar»                | 2:41          |
| 3.            | «No Feelings»         | 2:53          |
| 4.            | «God Save the Queen»  | 3:20          |
| 5.            | «Problems»            | 4:11          |
| 6.            | «Seventeen»           | 2:02          |
| 7.            | «Anarchy in the U.K.» | 3:32          |
| 8.            | «Bodies»              | 3:03          |
| 9.            | «Pretty Vacant»       | 3:18          |
| 10.           | «New York»            | 3:07          |
| 11.           | «E.M.I.»              | 3:10          |

### 12-пісенна версія (британське видання)
| Список треків | Список треків         | Список треків |
| #             | Назва                 | Тривалість    |
| ------------- | --------------------- | ------------- |
| 1.            | «Holidays in the Sun» | 3:22          |
| 2.            | «Bodies»              | 3:03          |
| 3.            | «No Feelings»         | 2:53          |
| 4.            | «Liar»                | 2:41          |
| 5.            | «God Save the Queen»  | 3:20          |
| 6.            | «Problems»            | 4:11          |
| 7.            | «Seventeen»           | 2:02          |
| 8.            | «Anarchy in the U.K.» | 3:32          |
| 9.            | «Submission»          | 4:12          |
| 10.           | «Pretty Vacant»       | 3:18          |
| 11.           | «New York»            | 3:07          |
| 12.           | «E.M.I.»              | 3:10          |

### 12-пісенна версія (американське видання)
| Список треків | Список треків         | Список треків |
| #             | Назва                 | Тривалість    |
| ------------- | --------------------- | ------------- |
| 1.            | «Holidays in the Sun» | 3:22          |
| 2.            | «Bodies»              | 3:03          |
| 3.            | «No Feelings»         | 2:53          |
| 4.            | «Liar»                | 2:41          |
| 5.            | «Problems»            | 4:11          |
| 6.            | «God Save the Queen»  | 3:20          |
| 7.            | «Seventeen»           | 2:02          |
| 8.            | «Anarchy in the U.K.» | 3:32          |
| 9.            | «Submission»          | 4:12          |
| 10.           | «Pretty Vacant»       | 3:18          |
| 11.           | «New York»            | 3:07          |
| 12.           | «E.M.I.»              | 3:10          |

### 2012 ремастеринг видання (Японія)
| Диск 1 – оригінальний альбом і B-sides | Диск 1 – оригінальний альбом і B-sides                   | Диск 1 – оригінальний альбом і B-sides |
| #                                      | Назва                                                    | Тривалість                             |
| -------------------------------------- | -------------------------------------------------------- | -------------------------------------- |
| 1.                                     | «Holidays in the Sun»                                    | 3:22                                   |
| 2.                                     | «Bodies»                                                 | 3:03                                   |
| 3.                                     | «No Feelings»                                            | 2:53                                   |
| 4.                                     | «Liar»                                                   | 2:41                                   |
| 5.                                     | «God Save the Queen»                                     | 3:20                                   |
| 6.                                     | «Problems»                                               | 4:11                                   |
| 7.                                     | «Seventeen»                                              | 2:02                                   |
| 8.                                     | «Anarchy in the U.K.»                                    | 3:32                                   |
| 9.                                     | «Submission»                                             | 4:12                                   |
| 10.                                    | «Pretty Vacant»                                          | 3:18                                   |
| 11.                                    | «New York»                                               | 3:07                                   |
| 12.                                    | «E.M.I.»                                                 | 3:10                                   |
| 13.                                    | «No Feeling» (B-Side із A&M God Save the Queen)          | 2:46                                   |
| 14.                                    | «Did You No Wrong» (B-Side із Virgin God Save the Queen) | 3:11                                   |
| 15.                                    | «No Fun»                                                 | 6:25                                   |
| 16.                                    | «Satellite» (B-Side із Holidays in the Sun)              | 4:00                                   |
| 51:17                                  |                                                          |                                        |

| Диск 2 – наживо 1977 | Диск 2 – наживо 1977  | Диск 2 – наживо 1977 |
| #                    | Назва                 | Тривалість           |
| -------------------- | --------------------- | -------------------- |
| 1.                   | «Anarchy in the U.K.» | 3:51                 |
| 2.                   | «I Wanna Be Me»       | 3:05                 |
| 3.                   | «Seventeen»           | 2:21                 |
| 4.                   | «New York»            | 3:24                 |
| 5.                   | «E.M.I.»              | 3:26                 |
| 6.                   | «Submission»          | 4:05                 |
| 7.                   | «No Feelings»         | 3:05                 |
| 8.                   | «Problems»            | 4:34                 |
| 9.                   | «God Save the Queen»  | 4:31                 |
| 10.                  | «Pretty Vacant»       | 4:14                 |
| 11.                  | «No Fun»              | 5:29                 |
| 12.                  | «Problems»            | 3:41                 |
| 13.                  | «No Fun»              | 5:32                 |
| 14.                  | «Anarchy in the U.K.» | 3:33                 |
| 51:22                |                       |                      |

1–11 концертний запис у Стокгольмі, Happy House, Швеція, 28 липня 1977
12–14 концертний запис у Пензансі, Winter Gardens, Корнуол, 1 вересня 1977